# Trstenik (Kranj, Slovenija)
Trstenik je naselje u slovenskoj Općini Kranju. Trstenik se nalazi u pokrajini Gorenjskoj i statističkoj regiji Gorenjskoj. 

## Stanovništvo
Prema popisu stanovništva iz 2002. godine naselje je imalo 307 stanovnika.